# Eremotherium laurillardi
Eremotherium laurillardi es una especie extinta de perezosos terrestres gigantes (megatéridos) que vivió durante el Pleistoceno tardío en América. 

## Historia taxonómica
Al principio, a los restos de estos organismos se les asignaron 3 especies diferentes basadas principalmente en su lugar de procedencia: E. laurillardi (Lund), E. mirabile (Leidy) y E. rusconii (Schaub). Sin embargo, con el tiempo se descubriría que todos los restos pertenecían a una sola especie, por lo que se tomaría como nomenclatura oficial a la primera en ser propuesta: E. laurillardi. Las demás  quedarían como sinónimos menores.

## Características

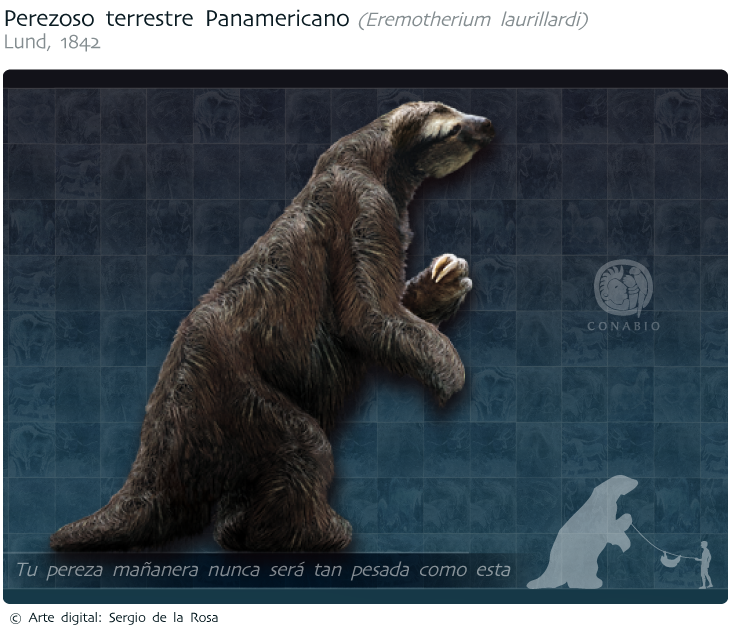
Representación artística de E. laurillardi y comparación de tamaño con el humano. Hecha por Sergio de la Rosa (CONABIO).

En posición cuadrúpeda, rebasaba los 2 m de altura al hombro y apoyado en sus patas posteriores tuvo un alcance vertical que rondaba los 5 m, este gigantesco animal que con frecuencia superaba las 4 toneladas de peso, tenía un volumen similar al de los elefantes actuales.

## Distribución

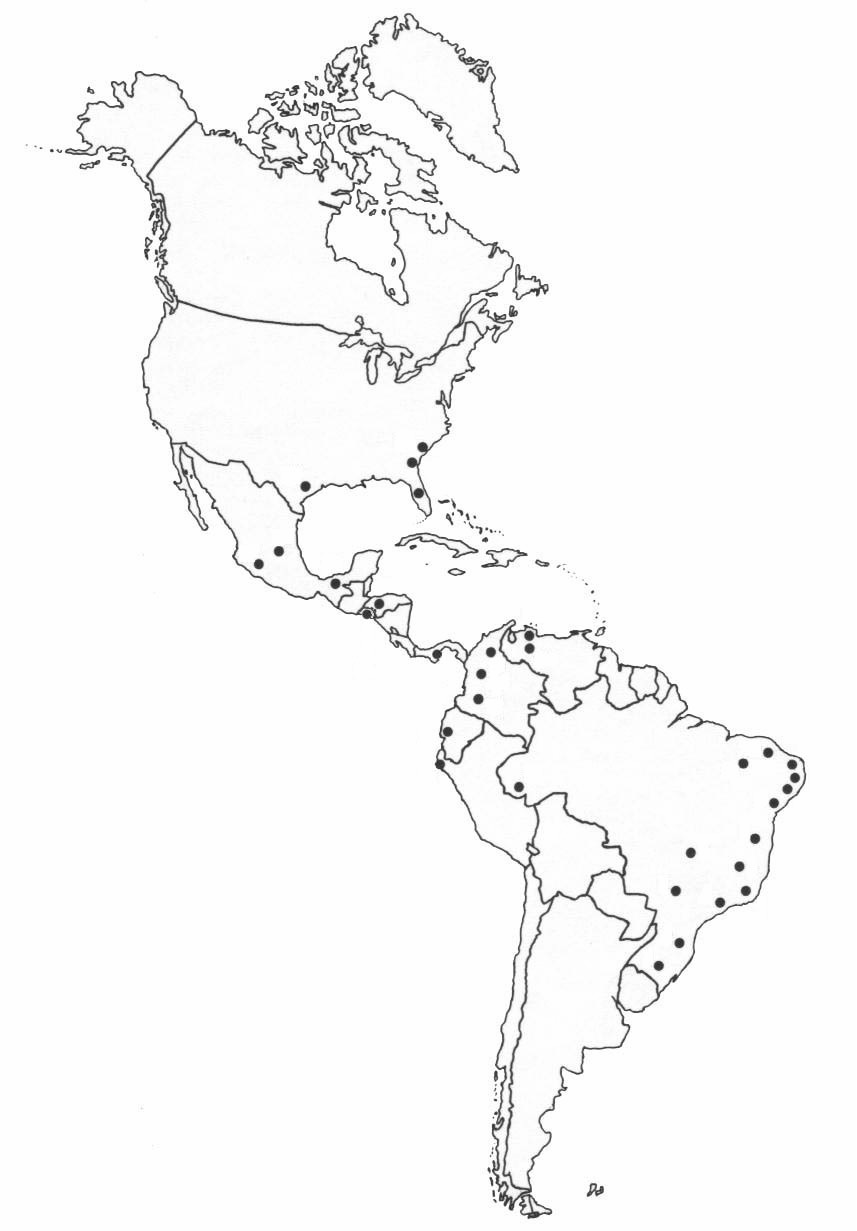
Distribución de E. laurillardi en las Américas (señalados con puntos negros) (modificado de Cartelle & De Iuliis,1995) (tomado de Rincón, 2003).

Sus restos se han hallado desde Brasil hasta Estados Unidos, por lo que fue la especie de megatérido más ampliamente distribuida. Debido a esto es  llamado "El perezoso terrestre panamericano".

## Dieta
E. laurillardi era fitófago. Los análisis por isótopos estables sugieren que era una especie de dieta mixta (hojas y pastos/hierbas).